# Paleoarte

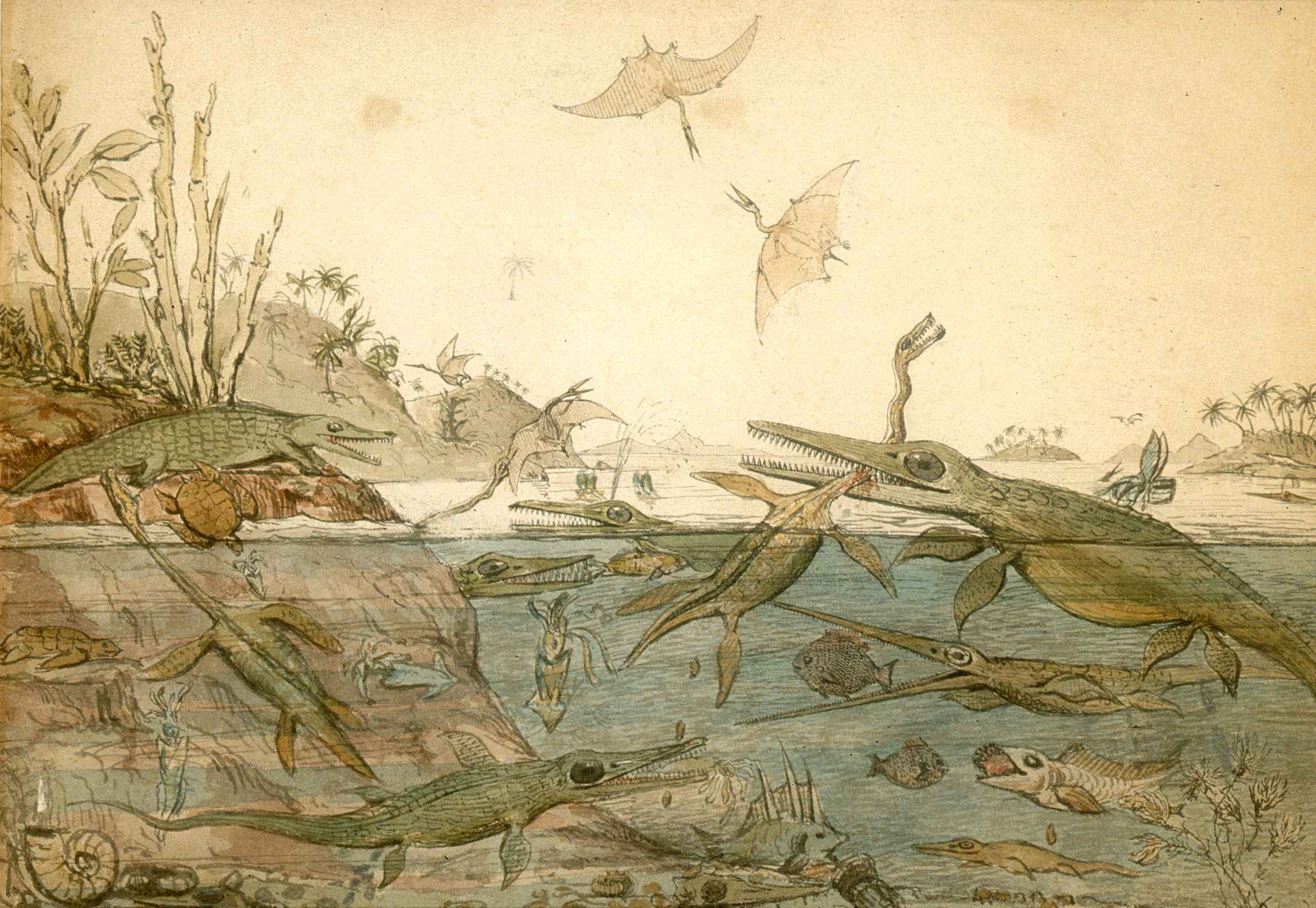
Duria Antiquior, é uma aquarela pintada em 1830 pelo geólogo Henry De la Beche com base em fósseis encontrados por Mary Anning e foi a primeira representação pictórica de uma cena do tempo profundo baseada na evidência fóssil.

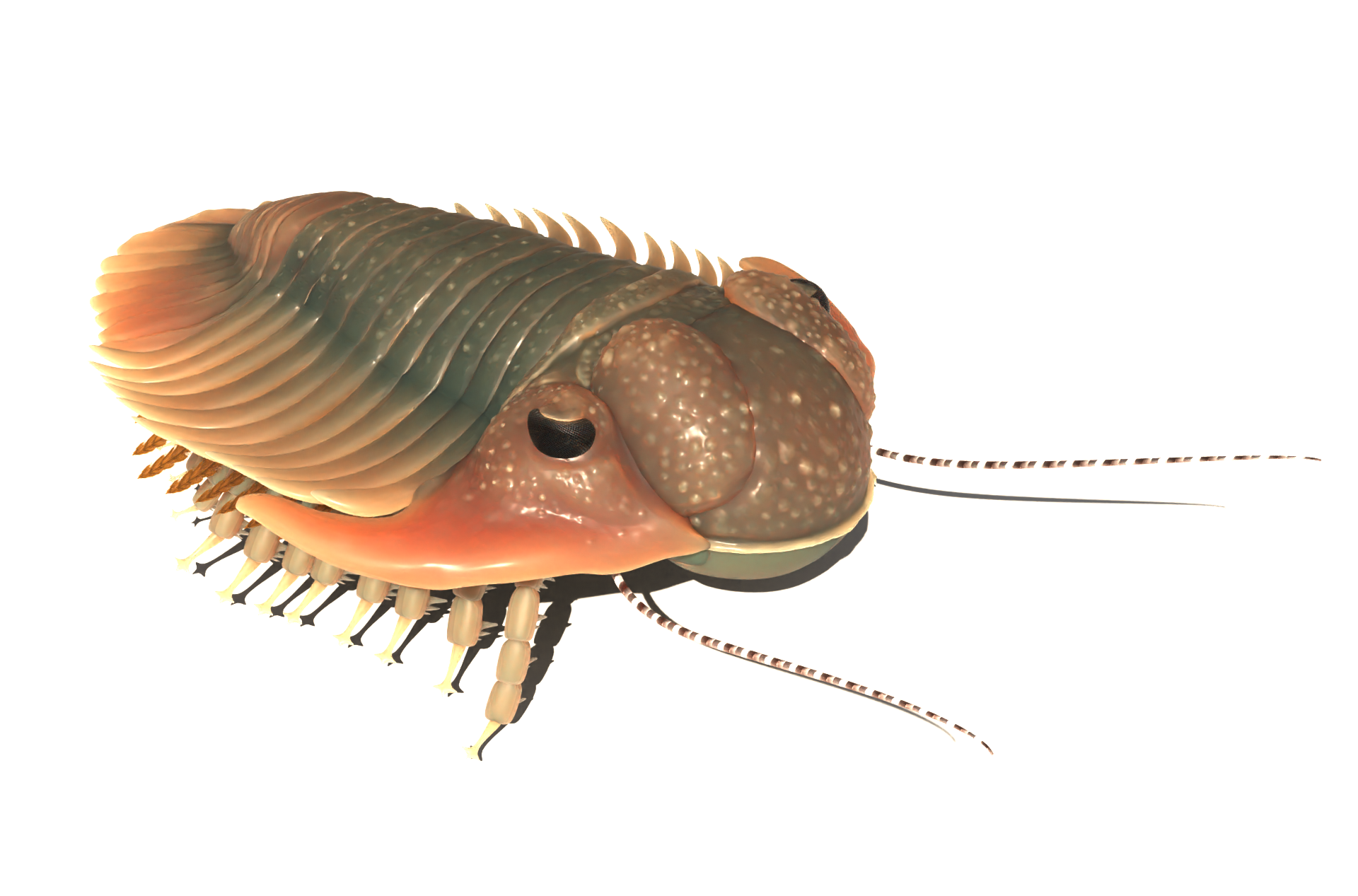
Lichas marocanus

A paleoarte mistura diversas técnicas artísticas, como a escultura e a pintura, com a paleontologia de forma a dar vida a animais da pré-história, que, de outra forma, não poderíamos ver. Desta forma a paleoarte serve à divulgação científica, aproximando a paleontologia e os seres que estuda do público em geral e revelando um mundo pré-histórico que, de outra forma, permaneceria abstrato demais para os leigos, existindo apenas na imaginação dos cientistas que o estudam.
As obras de paleoarte são réplicas construídas a partir de ossos que geralmente têm marcas que indicam onde havia a inserção de músculos e ligamentos. Montando o esqueleto chega-se mais ou menos a uma semelhança de como era a musculatura do animal. Como o esqueleto raramente está completo, ou parcialmente completo, os paleoartistas se utilizam do esqueleto de bichos semelhantes para completar por comparação o animal. A pele é reconstituída com os registros fósseis e então comparada com alguns animais atuais, como répteis que têm o mesmo esquadrão de pele. Finalmente é feita a coloração, através da dedução do ambiente onde o bicho viveu.

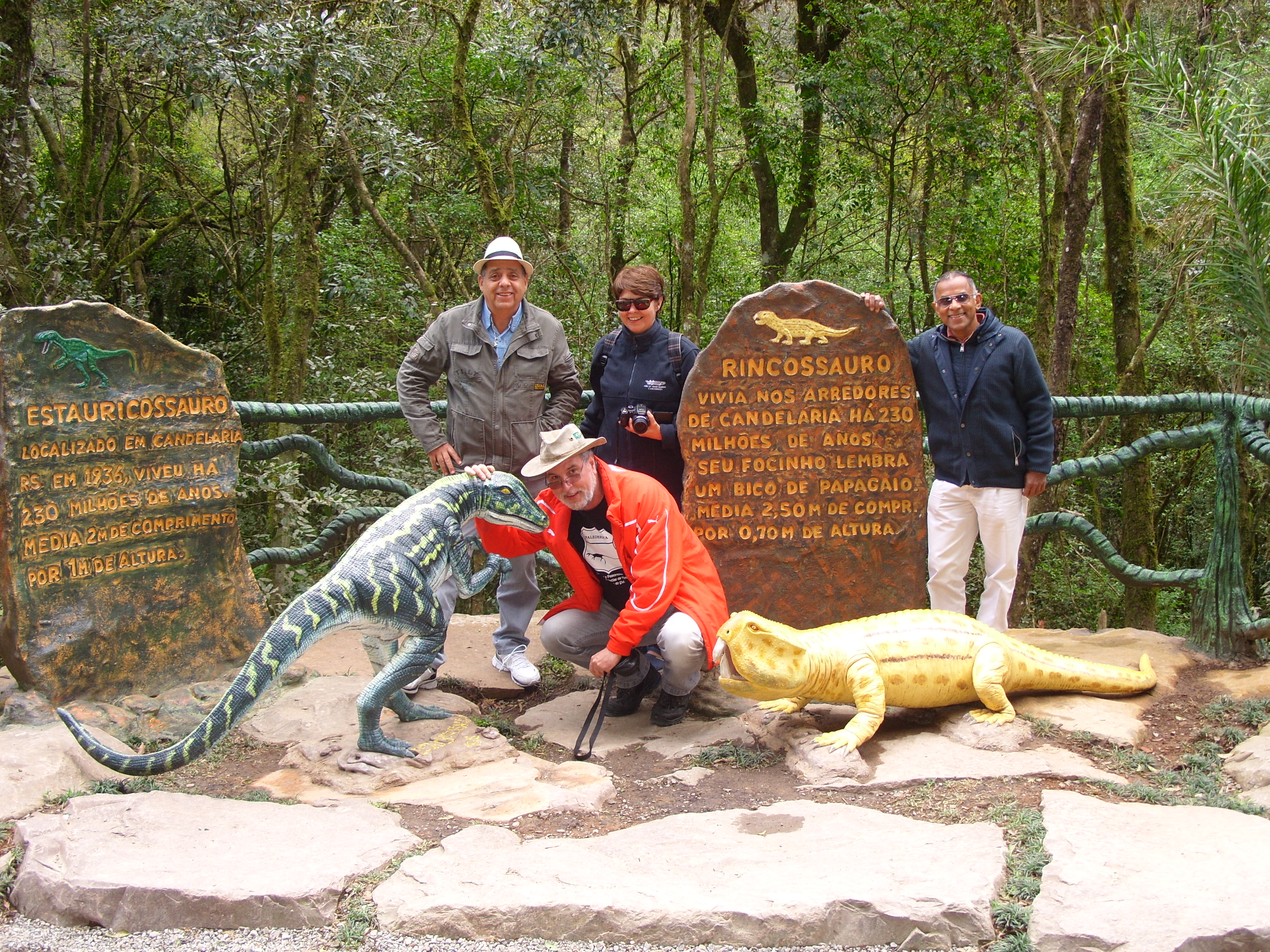
Estauricossauro e Rincossauro produzidos pelo paleoartista Clóvis Dapper.

## Galeria

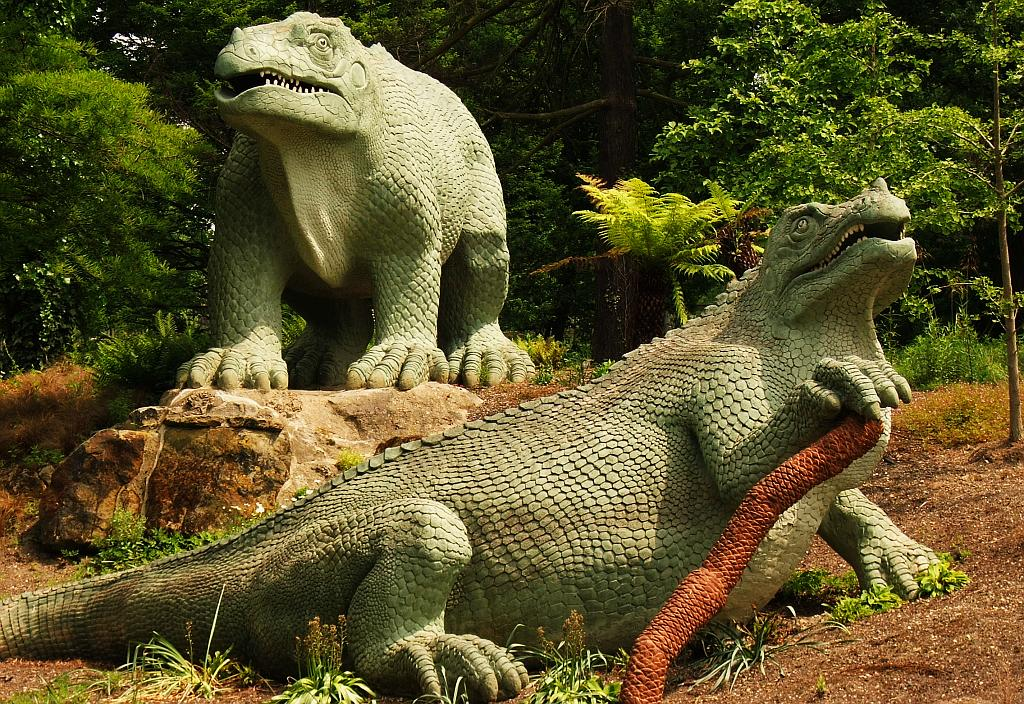
Casal de iguanodontes, alguns dos Dinossauros do Crystal Palace feitas por Benjamin Waterhouse Hawkins (1850).
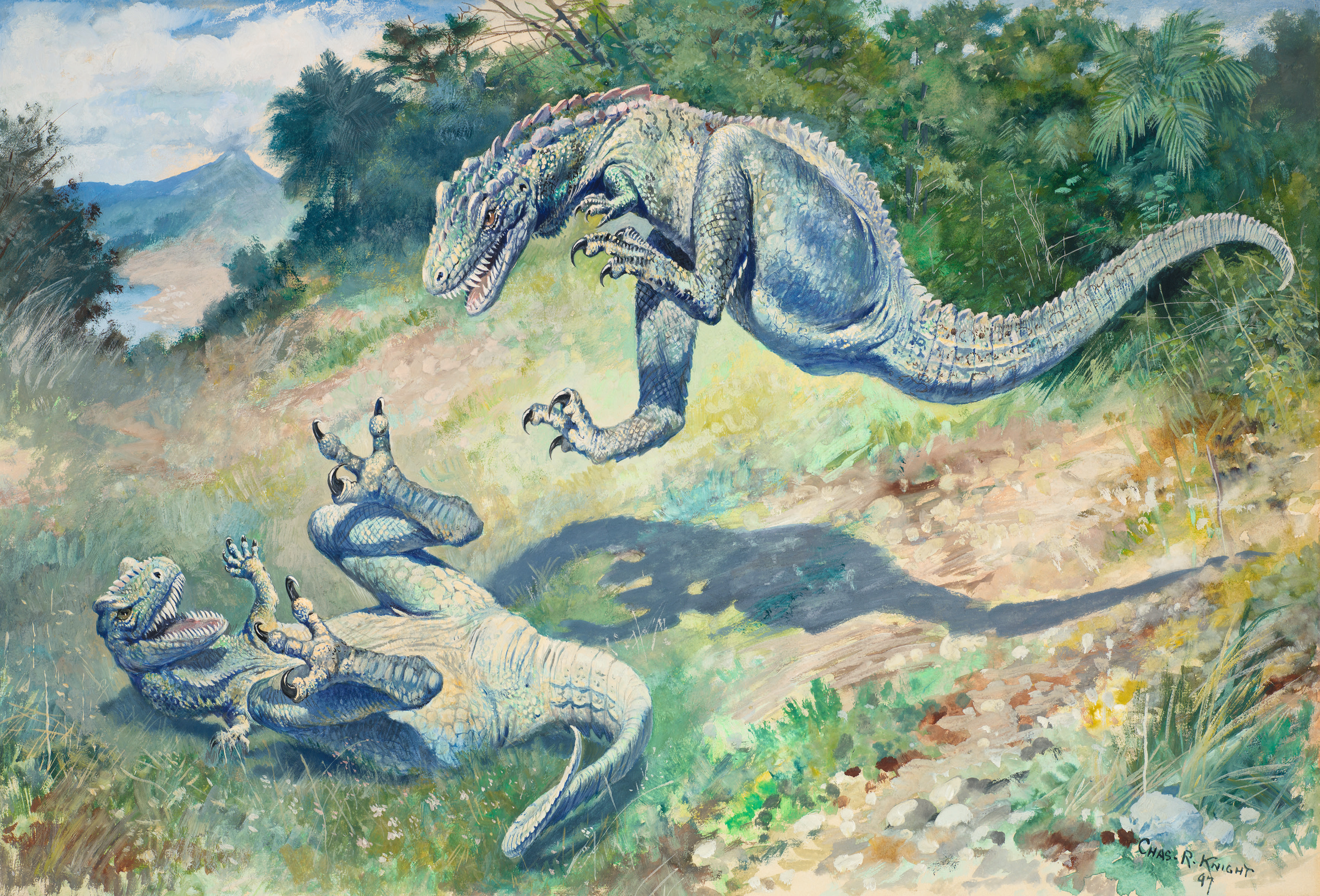
Dryptosaurus pulando, por Charles R. Knight (1896).
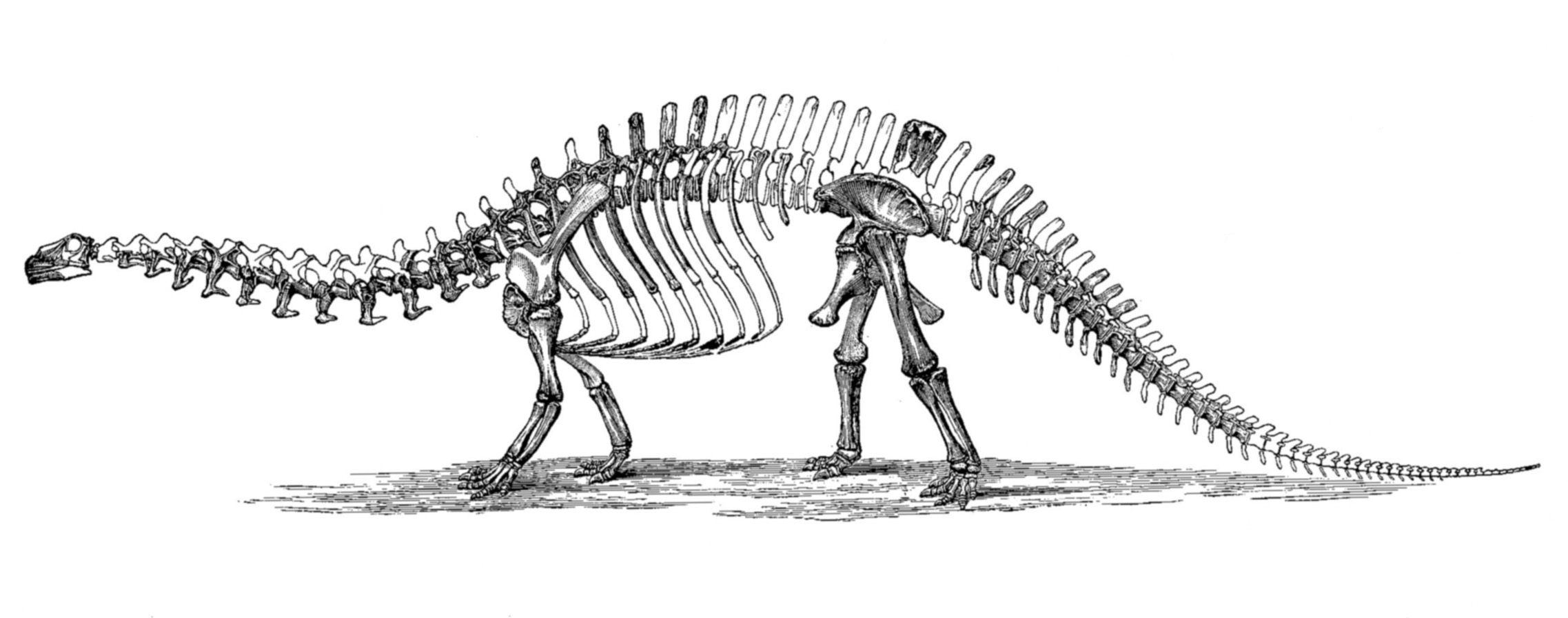
Restauração ultrapassada e incorreta do esqueleto de Brontosaurus excelsus, por Othniel Charles Marsh (1896).
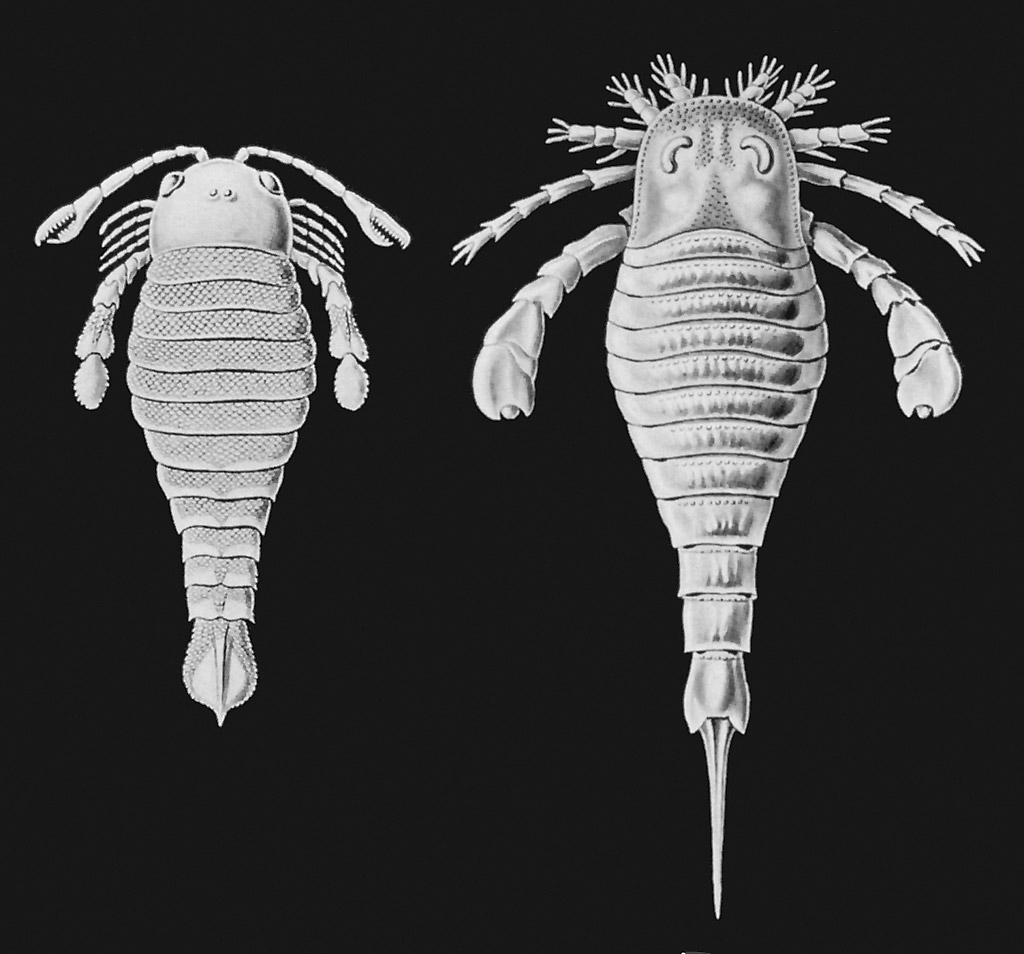
Euriptéridos por Ernst Haeckel (1914).
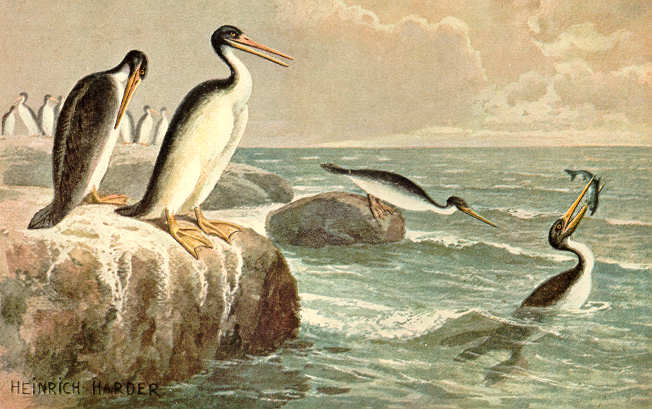
Hesperornis por Heinrich Harder (1916).
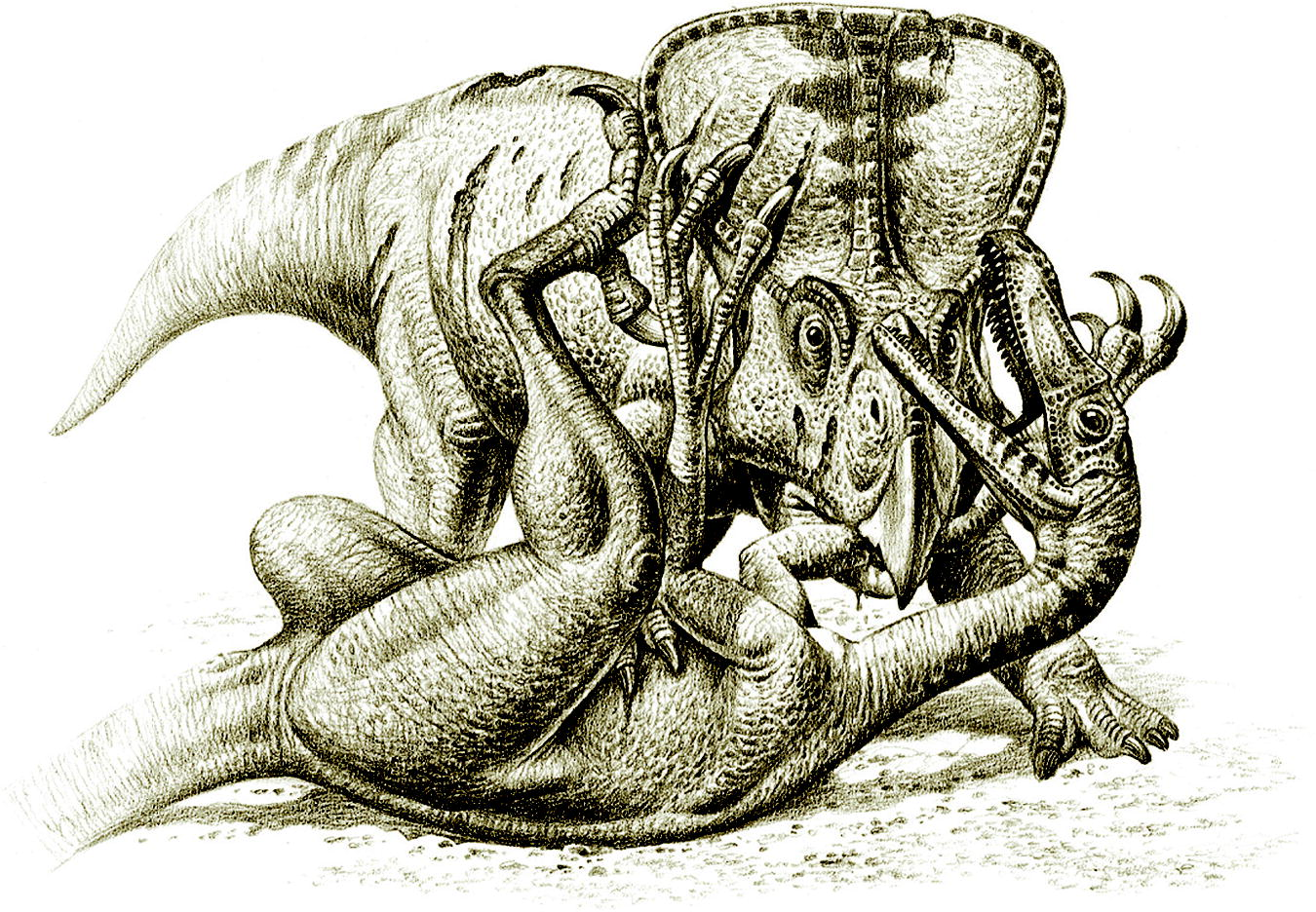
Velociraptor (incorretamente representado sem penas) e Protoceratops em um combate mortal por Raul Martin (2003).
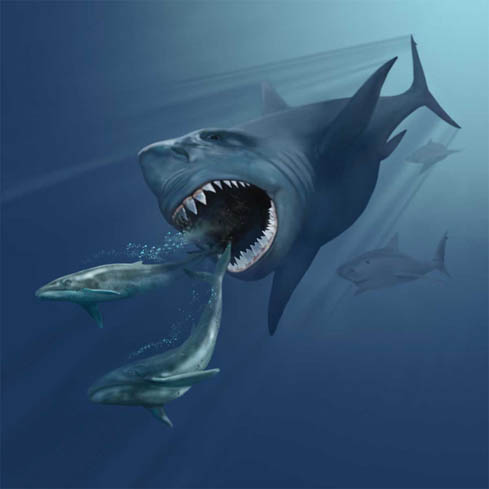
Megalodon perseguindo duas baleias Eobalaenoptera  por Karen Carr.
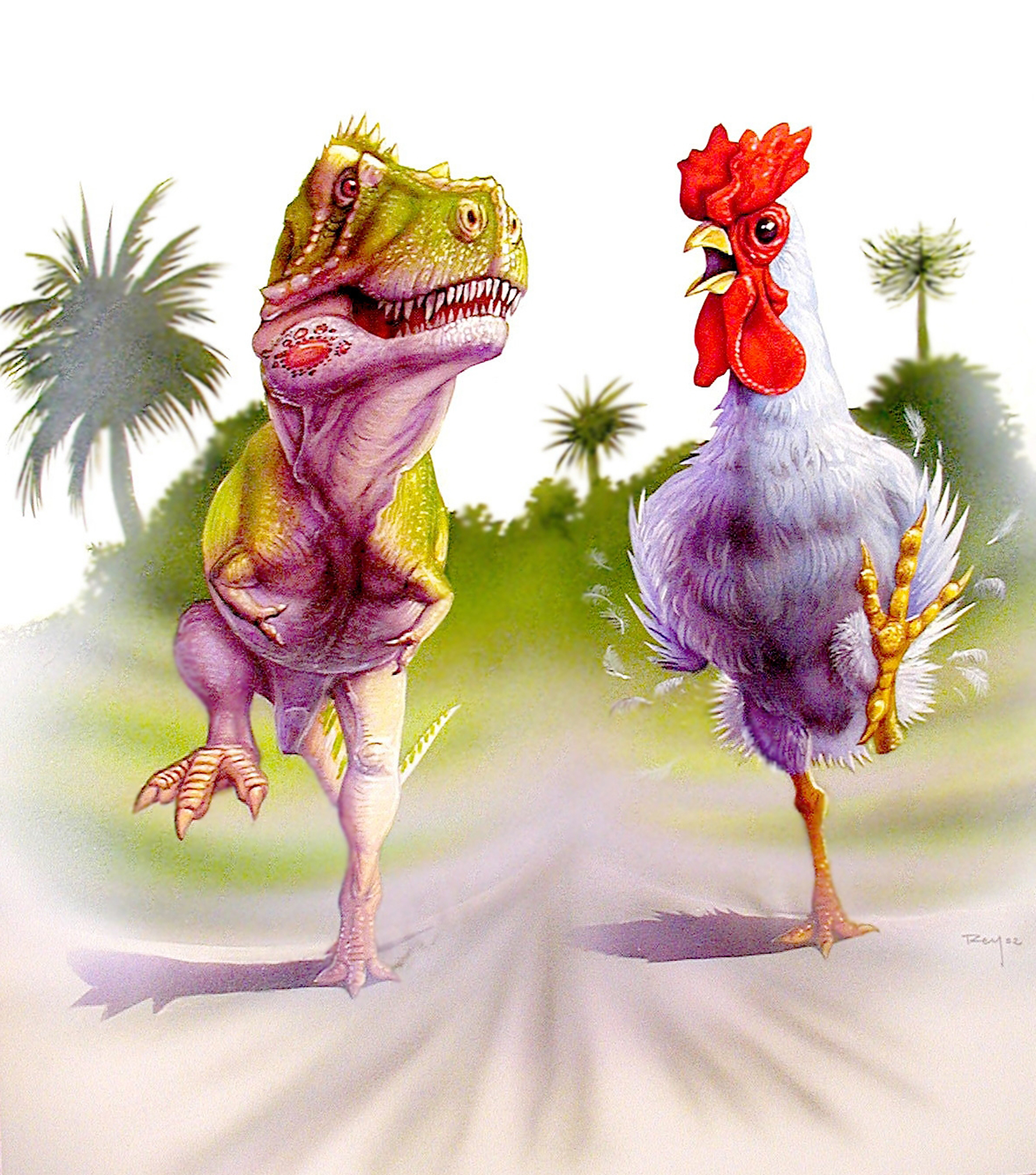
Tyrannosaurus e frango por Luis Rey.
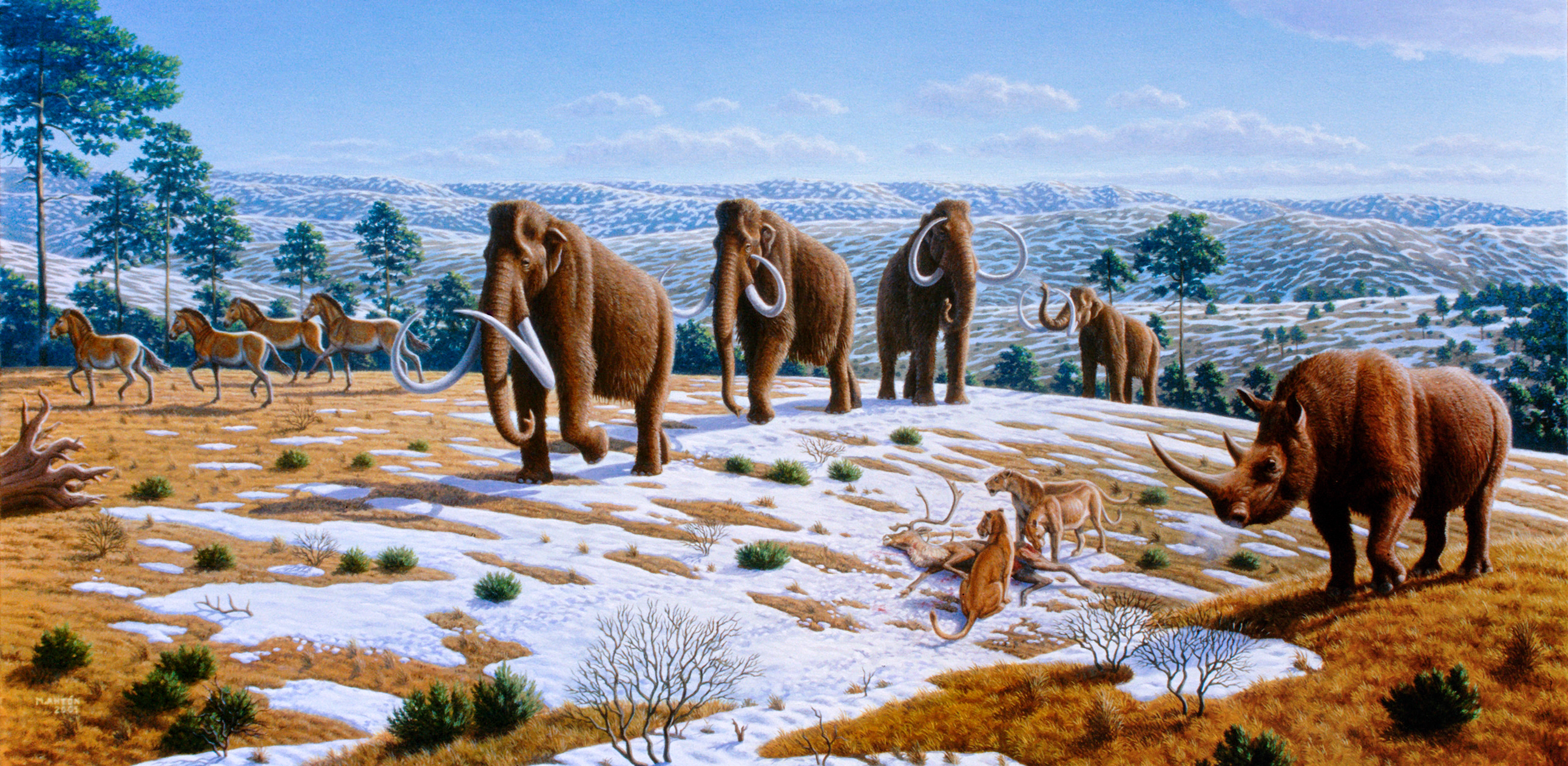
Fauna da Idade do gelo por Mauricio Antón (2008).
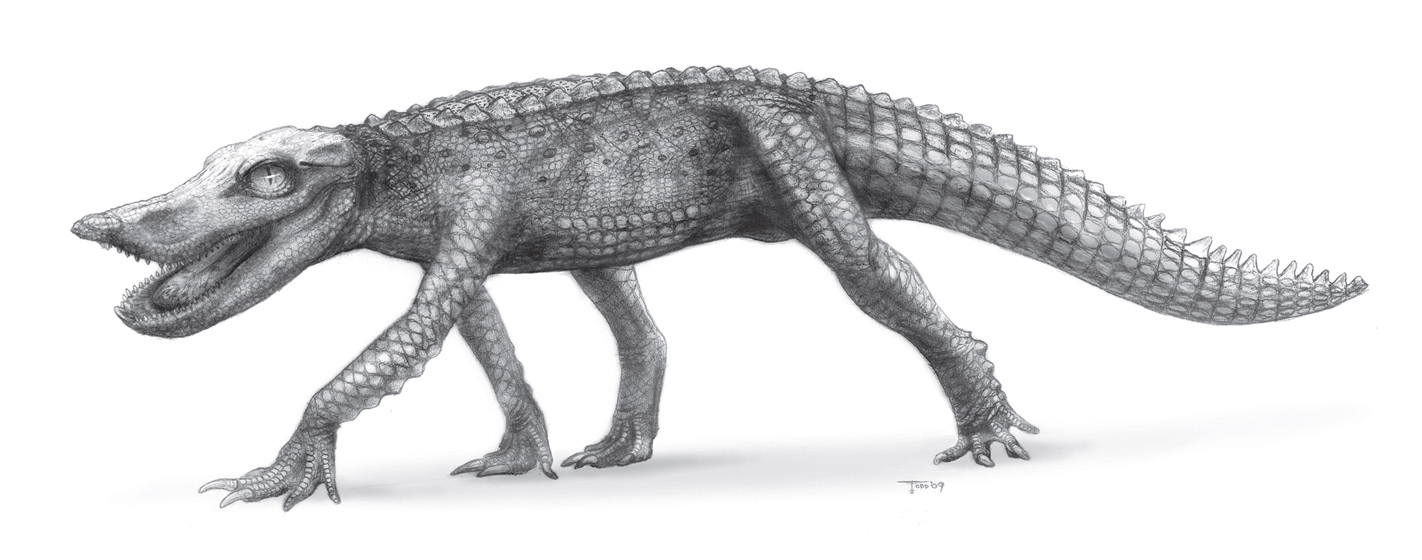
Restauração do Anatosuchus por Todd Marshall (2009).